# Фазированная антенная решётка

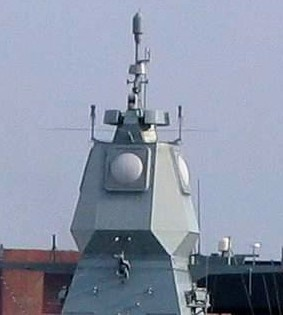
Радар с активной фазированной антенной решёткой установлен на вершине фрегата типа Саксония, надстройка F220 Гамбурга ВМС Германии

Фазированная антенная решётка (ФАР) — антенная решётка, направление излучения и (или) форма соответствующей диаграммы направленности которой регулируются изменением амплитудно-фазового распределения токов или полей возбуждения на излучающих элементах.
Излучающий элемент (антенной решётки) — составная часть антенной решётки, антенна или группа антенн с заданным относительным возбуждением. В антенной решётке требуемая диаграмма направленности формируется благодаря специальным образом организованной интерференции электромагнитных волн, излучаемых в пространство её излучающими элементами. Для этого обеспечивают необходимое амплитудно-фазовое распределение — необходимые относительные амплитуды и начальные фазы переменных токов или полей возбуждения каждого излучающего элемента антенной решётки. Отличие фазированной антенной решётки заключается в том, что амплитудно-фазовое распределение не является фиксированным, оно может регулироваться (управляемо изменяться) при эксплуатации. Благодаря этому можно перемещать луч (главный лепесток диаграммы направленности) антенной решётки в определённом секторе пространства (антенная решётка с электрическим сканированием луча как альтернатива антенне с механическим сканированием, то есть альтернатива механически вращающейся антенне) или изменять форму диаграммы направленности.
Эти и некоторые другие свойства ФАР, а также возможность применять для управления ФАР современные средства автоматики и вычислительной техники, обусловили их перспективность и широкое использование в радиосвязи, радиолокации, радионавигации, радиоастрономии и т. д. ФАР, содержащие большое число управляемых элементов, входят в состав различных наземных (стационарных и подвижных), корабельных, авиационных и космических радиотехнических систем. Ведутся интенсивные разработки в направлении дальнейшего развития теории и техники ФАР и расширения области их применения.

## Преимущества

Принцип действия фазированной антенной решетки

- Принцип действия фазированной антенной решеткиАнтенная решётка из N излучающих элементов позволяет увеличить приблизительно в N раз коэффициент направленного действия (КНД) и, следовательно, коэффициент усиления антенны по сравнению с одиночным излучателем, а также сузить луч для повышения помехозащищенности, разрешающей способности по угловым координатам, точности пеленгации источников радиоизлучения в радиолокации и радионавигации.
- В антенной решётке возможно увеличение электрической прочности по сравнению с апертурной антенной, оснащённой одиночным облучателем [источник не указан 2276 дней].
- Важным преимуществом ФАР является возможность быстрого обзора (сканирования) пространства за счёт «качания» луча диаграммы направленности электрическими методами (по сравнению с антеннами с механическим сканированием луча). Такая ФАР является антенной с электрическим сканированием луча.
- Функциональные возможности ФАР расширяются при использовании совместно с каждым излучающим элементом активного приёмопередающего модуля. Такие ФАР называются активными.

## История

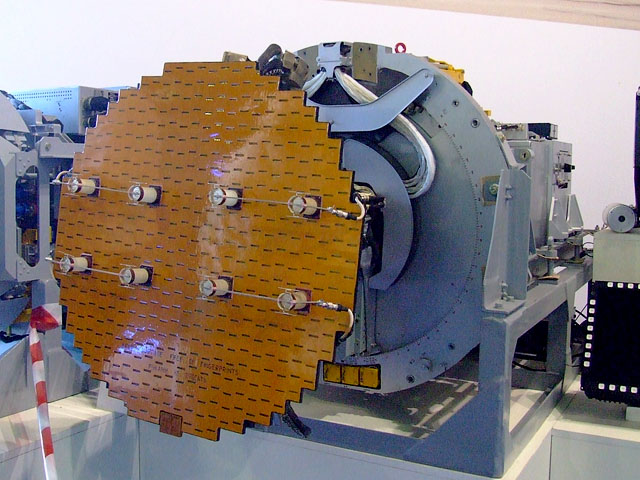
Радиолокационная система Н010 Жук

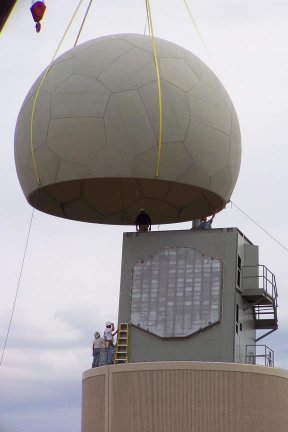
Установка защитного колпака на ФАР

До конца 1980-х годов создание такой системы требовало применения большого количества устройств, из-за чего ФАР, полностью управляемые электроникой, использовались, главным образом, в больших стационарных радарах вроде массивного BMEWS (Ballistic Missile Warning Radar) и несколько меньшего американского морского радара противовоздушной обороны SCANFAR (развитие AN/SPG-59), установленного на американском тяжёлом атомном ракетном крейсере «Лонг-Бич» (англ.) и атомном авианосце «Энтерпрайз». Его потомок SPY-1 Aegis устанавливался на крейсерах класса Ticonderoga и позже - на эсминцах Arleigh Burke. Единственными известными применениями на самолётах были большой радар Заслон (радар) (англ.), установленный на советском перехватчике МиГ-31, и радар нападения на B-1B Lancer. В настоящее время применяется в Су-35 и F-22.
Такие радары не устанавливались на самолётах главным образом из-за их большого веса, поскольку первое поколение технологии фазированных решёток использовало обычную радарную архитектуру. В то время как антенна изменилась, всё остальное ещё оставалось прежним, но были добавлены дополнительные вычислители, чтобы управлять фазовращателями антенны. Это привело к увеличению массы антенны, числа вычислительных модулей, нагрузки на систему электропитания.
Однако сравнительно высокая стоимость ФАР окупалась теми преимуществами, которые обеспечивало их применение. Фазированные антенные решётки могли в единственной антенне совместить работу нескольких антенн, почти одновременно. Широкие лучи могли использоваться для поиска цели, узкие — для сопровождения, плоские лучи в форме веера — для определения высоты, узкие направленные лучи — для полёта по ландшафту (B-1B, Су-34). Во враждебной зоне электронного противодействия выгода становится ещё больше, так как ФАР позволяют системе размещать «ноль» диаграммы направленности антенны (то есть область, где антенна не чувствительна к электромагнитному излучению, «слепа») в направлении источника помех и таким образом блокировать их попадание в приёмник. Другое преимущество — отказ от механического поворота антенны при сканировании луча, что повышает скорость обзора пространства на порядки, а также увеличивает срок службы системы, так как с введением фазирования частично отпала потребность в громоздких механизмах ориентации антенного полотна в пространстве. ФАР, состоящая из трёх-четырёх плоских полотен, может обеспечить круговой обзор пространства, вплоть до всей верхней полусферы.
Эта технология также предоставляла менее очевидные выгоды. Она могла быстро «осмотреть» маленький участок неба, чтобы увеличить вероятность обнаружения маленькой и скоростной цели, в отличие от медленно вращающейся антенны, которая может сканировать специфический сектор только однажды за оборот (обычно период обзора РЛС с вращающейся по азимуту антенной составляет от 5 до 20 секунд). Цель с малой эффективной площадью рассеяния (ЭПР) (например, низко летящую крылатую ракету) почти невозможно засечь вращающейся антенной. Способность фазированной решётки к почти мгновенному изменению направления и формы луча фактически добавляют целое новое измерение к сопровождению целей, поскольку разные цели могут быть отслежены разными лучами, каждый из которых переплетается во времени с периодически сканирующим лучом обзора пространства. Например, луч обзора пространства может охватывать 360 градусов периодически, тогда как сопровождающие лучи могут следить за индивидуальными целями независимо от того, куда в это время направлен луч обзора пространства.
Применение ФАР имеет ограничения. Одно из них — размеры сектора пространства, в пределах которого возможно сканирование луча без существенного ухудшения других показателей качества работы ФАР. Практически для плоской ФАР предел составляет 45—60 градусов от геометрической нормали к антенному полотну. Отклонение луча на большие углы значительно ухудшает основные характеристики антенной системы (УБЛ, КНД, ширину и форму основного лепестка диаграммы направленности). Это объясняется двумя эффектами. Первый из них — уменьшение эффективной площади антенны (апертуры) с ростом угла отклонения луча. В свою очередь, сокращение длины решётки в сочетании со снижением коэффициента усиления антенны уменьшает способность обнаружения цели на расстоянии.
Второй эффект вызван видом диаграммы направленности (ДН) выбранных элементов антенной решётки. Отклонять луч ФАР целесообразно в пределах основного лепестка ДН излучающих элементов антенной решётки (парциальная ДН элемента шире луча ДН ФАР). Приближение направления сканирования ФАР к границе основного лепестка парциальной ДН элементов приводит к снижению коэффициента усиления ФАР и росту уровня боковых лепестков.

## Устройство
Возбуждение излучателей ФАР производится либо при помощи фидерных линий, либо посредством свободно распространяющихся волн (в т. н. квазиоптических ФАР), фидерные тракты возбуждения наряду с фазовращателями иногда содержат сложные электрические устройства (т. н. диаграммообразующие схемы), обеспечивающие возбуждение всех излучателей от нескольких входов, что позволяет создать в пространстве соответствующие этим входам одновременно сканирующие лучи (в многолучевых ФАР). Квазиоптические ФАР в основном бывают двух типов: проходные (линзовые), в которых фазовращатели и основные излучатели возбуждаются (при помощи вспомогательных излучателей) волнами, распространяющимися от общего облучателя, и отражательные — основной и вспомогательные излучатели совмещены, а на выходах фазовращателей установлены отражатели. Многолучевые квазиоптические ФАР содержат несколько облучателей, каждому из которых соответствует свой луч в пространстве. Иногда в ФАР для формирования ДН применяют фокусирующие устройства (зеркала, линзы). Рассмотренные выше ФАР иногда называются пассивными.
Наибольшими возможностями управления характеристиками обладают активные ФАР, в которых к каждому излучателю или модулю подключён управляемый по фазе (иногда и по амплитуде) передатчик или приёмник. Управление фазой в активных ФАР может производиться в трактах промежуточной частоты либо в цепях возбуждения когерентных передатчиков, гетеродинов приёмников и т. п. Таким образом, в активных ФАР фазовращатели могут работать в диапазонах волн, отличных от частотного диапазона антенны; потери в фазовращателях в ряде случаев непосредственно не влияют на уровень основного сигнала. Передающие активные ФАР позволяют осуществить сложение в пространстве мощностей когерентных электромагнитных волн, генерируемых отдельными передатчиками. В приёмных активных ФАР совместная обработка сигналов, принятых отдельными элементами, позволяет получать более полную информацию об источниках излучения.
В результате непосредственного взаимодействия излучателей между собой характеристики ФАР (согласование излучателей с возбуждающими фидерами, КНД и др.) при качании луча изменяются. Для борьбы с вредными последствиями взаимного влияния излучателей в ФАР иногда применяют специальные методы компенсации взаимной связи между элементами.

### Структура ФАР
Формы, размеры и конструкции современных ФАР весьма разнообразны; их разнообразие определяется как типом используемых излучателей, так и характером их расположения. Сектор сканирования ФАР определяется ДН её излучателей. В ФАР с быстрым широкоугольным качанием луча обычно используются слабонаправленные излучатели: симметричные и несимметричные вибраторы, часто с одним или несколькими рефлекторами (например, в виде общего для всей ФАР зеркала); открытые концы радиоволноводов, щелевые, рупорные, спиральные, диэлектрические стержневые, логопериодические и др. антенны. Иногда большие по размерам ФАР составляют из отдельных малых ФАР (модулей); ДН последних ориентируется в направлении основного луча всей ФАР. В ряде случаев, например когда допустимо медленное отклонение луча, в качестве излучателей используют остронаправленные антенны с механическим поворотом (например, т. н. полноповоротные зеркальные); в таких ФАР отклонение луча на большой угол выполняют посредством поворота всех антенн и фазирования излучаемых ими волн; фазирование этих антенн позволяет также осуществлять в пределах их ДН быстрое качание луча ФАР.
В зависимости от требуемой формы ДН и необходимого пространственного сектора сканирования в ФАР применяют различное взаимное расположение элементов:
- вдоль линии (прямой или дуги);
- по поверхности (например, плоской — в т. н. плоских ФАР; цилиндрической; сферической)
- в заданном объёме (объёмные ФАР).

Иногда форма излучающей поверхности ФАР — раскрыва, определяется конфигурацией объекта, на котором устанавливается ФАР. ФАР с формой раскрыва, подобной форме объекта, иногда называются конформными. Широко распространены плоские ФАР; в них луч может сканировать от направления нормали к раскрыву (как в синфазной антенне) до направления вдоль раскрыва (как в антенне бегущей волны). Коэффициент направленного действия (КНД) плоской ФАР при отклонении луча от нормали к раскрыву уменьшается. Для обеспечения широкоугольного сканирования (в больших пространственных углах — вплоть до 4 стерадиан без заметного снижения КНД используют ФАР с неплоским (например, сферическим) раскрывом или системы плоских ФАР, ориентированных в различных направлениях. Сканирование в этих системах осуществляется посредством возбуждения соответственно ориентированных излучателей и их фазирования.
По характеру распределения излучателей в раскрыве различают эквидистантные и неэквидистантные ФАР. В эквидистантных ФАР расстояния между соседними элементами одинаковы по всему раскрыву. В плоских эквидистантных ФАР излучатели чаще всего располагают в узлах прямоугольной решётки (прямоугольное расположение) или в узлах треугольной сетки (гексагональное расположение). Расстояния между излучателями в эквидистантных ФАР обычно выбирают достаточно малыми (часто меньше рабочей длины волны), что позволяет формировать в секторе сканирования ДН с одним главным лепестком (без побочных дифракционных максимумов — т. н. паразитных лучей) и низким уровнем боковых лепестков; однако для формирования узкого луча (то есть в ФАР с большим раскрывом) необходимо использовать большое число элементов. В неэквидистантных ФАР элементы располагают на неодинаковых расстояниях друг от друга (расстояние может быть, например, случайной величиной). В таких ФАР даже при больших расстояниях между соседними излучателями можно избежать образования паразитных лучей и получать ДН с одним главным лепестком. Это позволяет в случае больших раскрывов сформировать очень узкий луч при сравнительно небольшом числе элементов; однако такие неэквидистантные ФАР с большим раскрывом при малом числе излучателей имеют более высокий уровень боковых лепестков и, соответственно, более низкий КНД, чем ФАР с большим числом элементов. В неэквидистантных ФАР с малыми расстояниями между излучателями при равных мощностях волн, излучаемых отдельными элементами, можно получать (в результате неравномерного распределения плотности излучения в раскрыве антенны) ДН с более низким уровнем боковых лепестков, чем в эквидистантных ФАР с таким же раскрывом и таким же числом элементов.

### Излучатели
В качестве излучателей ФАР могут выступать:
- ненаправленные;
- слабонаправленные;
- направленные антенны.

Примером использования слабонаправленных излучателей можно назвать антенны базовых станций GSM-стандарта, где в качестве излучателей используются патч-антенны. В качестве излучателей антенн LTE-стандарта используются диполи и монополи.
В качестве интересного примера использования направленных антенн в конфигурации антенных решеток можно назвать проект Allen Telescope Array, использующий в качестве элементов антенной решетки зеркальные антенны для целей радиотелескопии.

### Управление фазовыми сдвигами
По способу изменения фазовых сдвигов различают ФАР:
- с электромеханическим сканированием, осуществляемым, например, посредством изменения геометрической формы возбуждающего радиоволновода;
- с частотным сканированием, основанным на использовании зависимости фазовых сдвигов от частоты, например, за счёт длины фидера между соседними излучателями или дисперсии волн в радиоволноводе;
- с электрическим сканированием, реализуемым при помощи фазосдвигающих цепей или фазовращателей, управляемых электрическими сигналами с плавным (непрерывным) или ступенчатым (дискретным) изменением фазовых сдвигов;
- со сканированием, основанным на принципах радиофотоники (например, на основе применения волоконной брэгговской решётки[8]).

Наибольшими возможностями обладают ФАР с электрическим сканированием. Они обеспечивают создание разнообразных фазовых сдвигов по всему раскрыву и значительную скорость изменения этих сдвигов при сравнительно небольших потерях мощности. На СВЧ в современных ФАР широко используют ферритовые и полупроводниковые фазовращатели (с быстродействием порядка микросекунд и потерями мощности ~ 20 %). Управление работой фазовращателей осуществляется при помощи быстродействующей электронной системы, которая в простейших случаях управляет группами элементов (например, строками и столбцами в плоских ФАР с прямоугольным расположением излучателей), а в наиболее сложных — каждым фазовращателем в отдельности. Качание луча в пространстве может производиться как по заранее заданному закону, так и по программе, вырабатываемой в ходе работы всего радиоустройства, в которое входит ФАР.

### Помехозащищённость
Помехозащищённость системы зависит от уровня боковых лепестков антенны и возможности подстройки (адаптации) его по помеховой обстановке. Антенная решётка — необходимое звено для создания такого динамического пространственно-временного фильтра или просто для уменьшения УБЛ. Одной из важнейших задач современной бортовой радиоэлектроники является создание комплексированной системы, совмещающей несколько функций, например радионавигации, РЛС, связи и т. д. Возникает необходимость создания антенной решётки с электрическим сканированием с несколькими лучами (многолучевой, моноимпульсной и т. д.), работающей на различных частотах (совмещённой) и имеющей различные характеристики. Эти задачи успешно решаются на основе цифрового формирования многолучевой диаграммы направленности в цифровых антенных решётках.
Существенным ограничением помехозащищённости ФАР является невысокая разрядность фазовращателей (5-7 бит), что не позволяет формировать глубокие «нули» в диаграмме направленности для защиты от помех. Кроме того, помехозащищённость радиотехнических систем с ФАР ограничивается неидентичностью характеристик аналоговых фазовращателей.

## Математическое моделирование

### Линейная антенная решетка

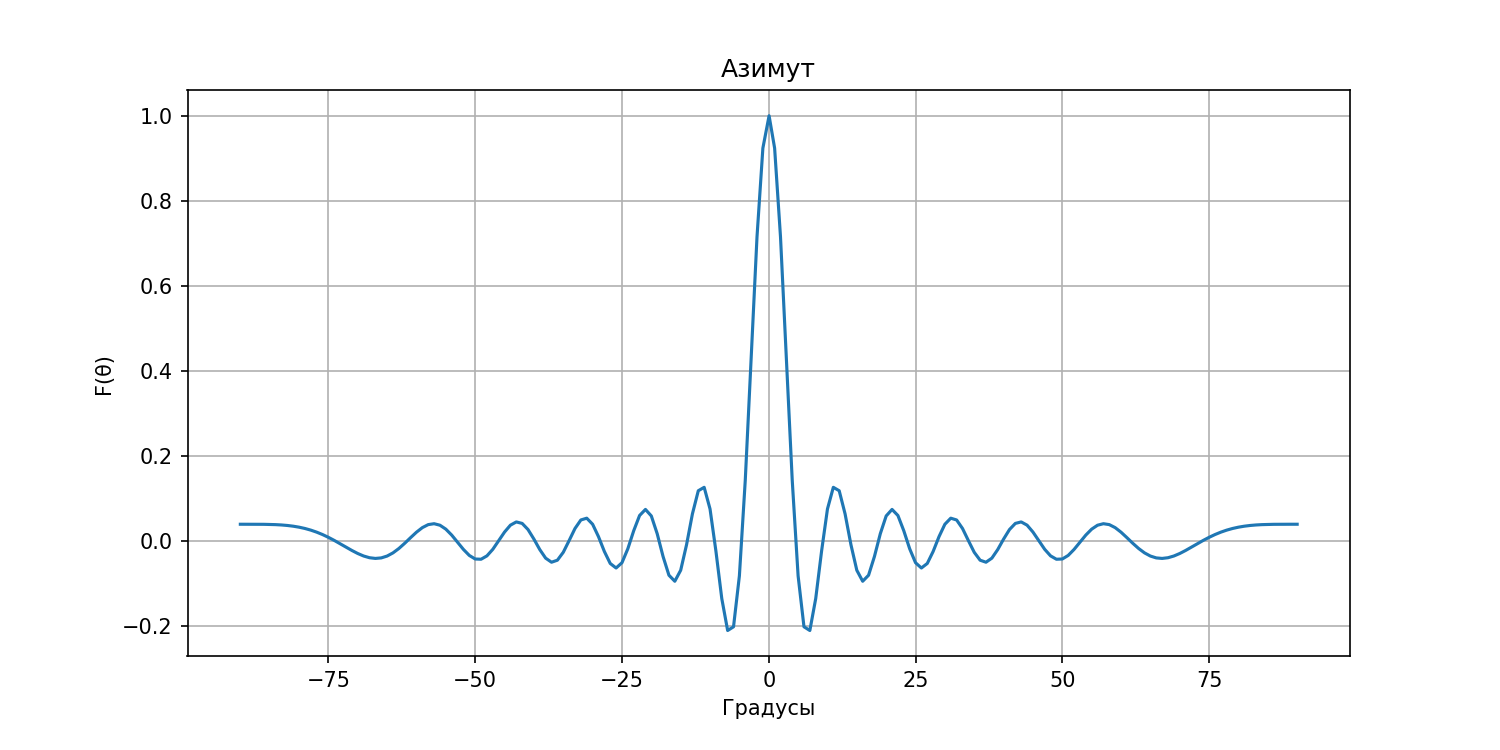
Диаграмма направленности линейной фазированной антенной решетки, состоящей из 25 изотропных элементов, для несущей частоты 2,4 ГГц.

Нормированная диаграмма направленности линейной фазированной антенной решетки для одинаково ориентированных идентичных излучателей, расположенных на равных расстояния друг от друга, может быть описана следующей формулой:
{\displaystyle F(\theta )=F_{1}(\theta ){\frac {\sin \left[{\frac {nkd}{2}}\left(sin\theta -\sin \theta _{M}\right)\right]}{n\sin \left[{\frac {kd}{2}}\left(\sin \theta -\sin \theta _{M}\right)\right]}}}
где {\displaystyle \theta } — диапазон углов (азимут), в которых ФАР может осуществлять сканирование, {\displaystyle k={\frac {2\pi }{\lambda }}} — волновое число, {\displaystyle \lambda } — длина волны (несущей), {\displaystyle d={\frac {\lambda }{2}}} — шаг антенной решетки, {\displaystyle F_{1}(\theta )} — диаграмма направленности единичного излучателя антенной решетки, а {\displaystyle \theta _{M}} — направление, соответствующее максимуму главного лепестка.
Стоит отметить, что данная формула справедлива только для случаев, когда амплитуды токов в излучателях равны, фазовый сдвиг изменяется по закону {\displaystyle \psi _{i}=(i-1)\psi =(i-1)kd\sin \theta _{M}}, где {\displaystyle i} — номер фазовращателя.

### Прямоугольная антенная решетка

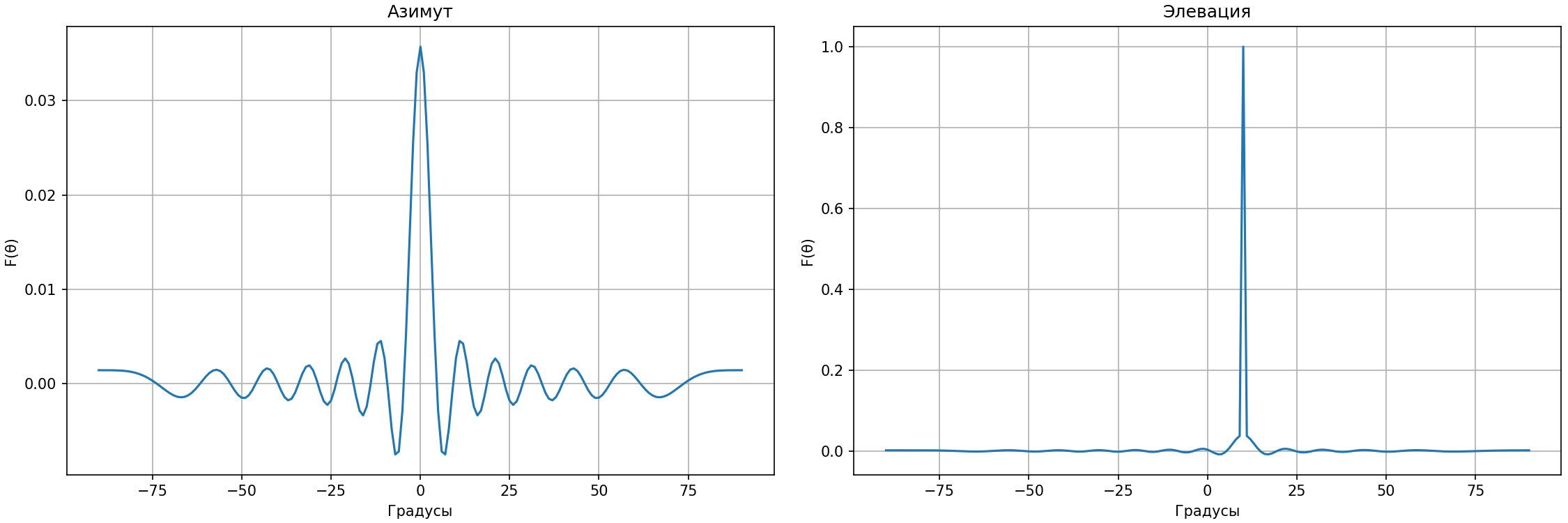
Диаграмма направленности прямоугольной фазированной антенной решетки изотропных элементов, для несущей частоты 2,4 ГГц (, ,).

Для моделирования луча в двух взаимоперпендикулярных плоскостях и обеспечения возможности моделирования управления им в некотором секторе пространства может быть использована следующая формула:
{\displaystyle F(\theta _{x},\theta _{y})=F_{1}(\theta _{x},\theta _{y}){\frac {\sin \left[{\frac {n_{x}kd_{x}}{2}}\left(\sin \theta _{x}-\sin \theta _{Mx}\right)\right]}{n_{x}\sin \left[{\frac {kd_{x}}{2}}\left(\sin \theta _{x}-\sin \theta _{M}\right)\right]}}{\frac {\sin \left[{\frac {n_{y}kd_{y}}{2}}\left(\sin \theta _{y}-\sin \theta _{My}\right)\right]}{n_{y}\sin \left[{\frac {kd_{y}}{2}}\left(\sin \theta _{y}-\sin \theta _{My}\right)\right]}}}
где {\displaystyle \theta _{x}} и {\displaystyle \theta _{y}} — диапазоны углов (азимут и элевация), в которых ФАР может осуществлять сканирование, {\displaystyle \theta _{Mx}} и {\displaystyle \theta _{My}} — направления максимума (азимут и элевация), {\displaystyle d_{x}} и {\displaystyle d_{y}} — расстояния между элементами по осям {\displaystyle x} и {\displaystyle y}, а {\displaystyle n_{x}} и {\displaystyle n_{y}} — количество элементов по осям {\displaystyle x} и {\displaystyle y} соответственно.

## Классификация

Классификация антенных решёток; а) линейная; б) дуговая; в) кольцевая; г) плоская; д) цилиндрическая; е) коническая; ж) сферическая; з) неэквидистантная

Антенные решётки могут быть классифицированы по следующим основным признакам:
- Геометрия расположения излучателей в пространстве:
  - линейные
  - дуговые
  - кольцевые
  - плоские
    - с прямоугольной сеткой размещения
    - с косоугольной сеткой размещения

  - выпуклые
    - цилиндрические
    - конические
    - сферические

  - пространственные
- Способ возбуждения:
  - с последовательным питанием
  - с параллельным питанием
  - с комбинированным (последовательно-параллельным)
  - с пространственным (оптическим, «эфирным») способом возбуждения
- закономерность размещения излучающих элементов в самой решётке
  - эквидистантное размещение
  - неэквидистантное размещение
- Способ обработки сигнала
- Амплитудо-фазовое распределение токов (поля) по решётке
- Тип излучателей

### Обработка сигнала
В питающем антенную решётку тракте (фидере) возможна различная пространственно-временная обработка сигнала. Если к каждому излучателю ФАР или к группе подключается усилитель мощности, генератор сигналов или преобразователь частоты, то такие решётки называются активными фазированными антенными решётками (АФАР).
Приёмные антенные решётки с обработкой сигнала методами когерентной оптики называются радиооптическими. Приёмные антенные решётки, в которых обработка ведётся цифровыми процессорами, называются цифровыми антенными решётками.

### Адаптивные АР

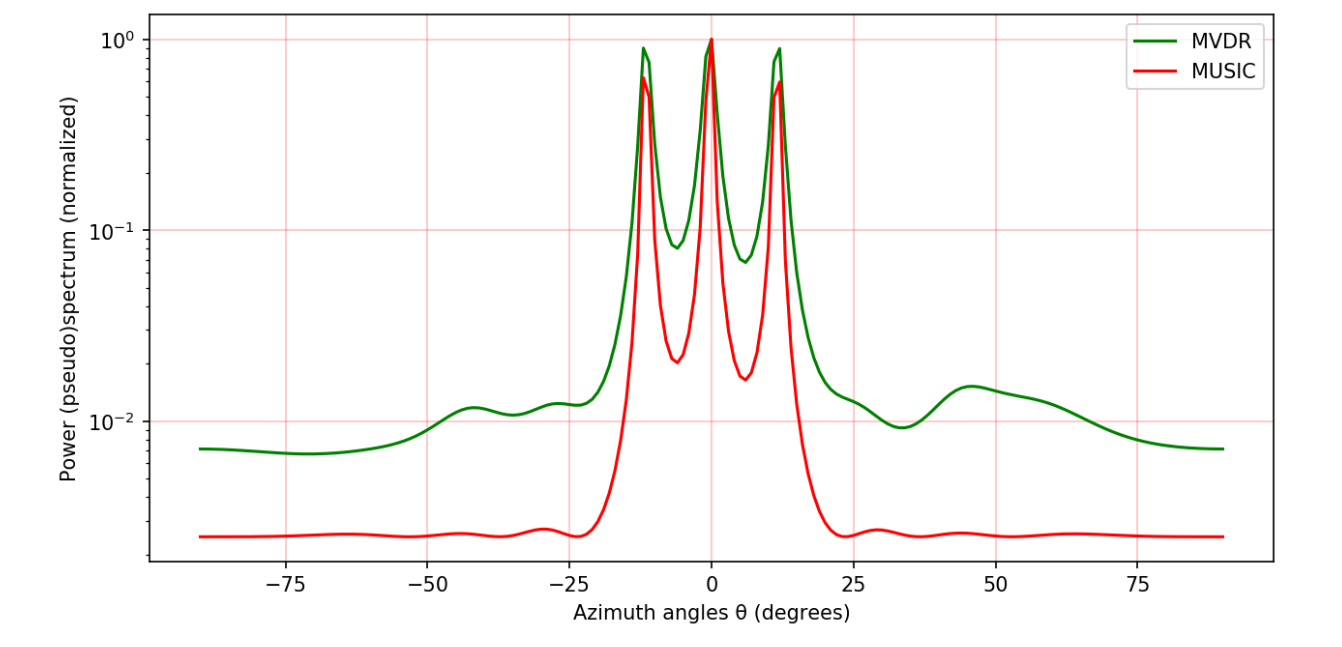
Оценка пространственных частот (углов прихода ЭМ волн) на основе алгоритмов MUSIC и MVDR. В качестве дополнения стоит также упомянуть алгоритм ESPRIT.

Приёмные антенные решётки с саморегулируемым в зависимости от помеховой обстановки амплитудно-фазовым распределением называют адаптивными. В англоязычной литературе применяется термин smart-antenna: «умной» антенную решётку делает, отчасти, её способность подстраивать свои параметры под текущие условия в целях достижения определённых выигрышей — её адаптивность. В литературе данный подход известен, как минимум, с середины 1970-х годов. В целом, для адаптивных антенных решеток можно выделить несколько главных приложений:
- Определение угла прихода (направления) электромагнитной волны (DoA estimation);
- Самофокусировка (adaptive beamforming);
- Подстройка под состояние канала (channel equalization);
- Исследования параметров канала (channel sounding).

### Совмещённые антенные решётки
Совмещённые антенные решётки имеют в своём раскрыве два или более типа излучателей, каждый из которых работает в своём частотном диапазоне.

### Многолучевые антенные решётки
Иногда понятие антенной решетки смешивается с понятием MIMO-технологии. Строго говоря, такая постановка вопроса неверна: для реализации технологии MIMO необходимы, как минимум, две антенны на передающей стороне и две антенны на приёмной, в то время как под термином ФАР, в классическом понимании, подразумевается одна антенна, состоящая из нескольких элементов и формирующая один луч сканирования. Однако, существуют антенные решётки, формирующие несколько независимых (ортогональных) лучей с одного излучающего раскрыва и имеющие соответствующее число входов — многолучевые антенные решётки. Более того, стоит уточнить, что современные smart-антенны, позволяющие применить в том числе и технологию MIMO, могут быть реализованы на базе ФАР.

### По виду амплитудного распределения
В зависимости от соотношения амплитуд токов возбуждения различают решётки с:
- равномерным
- экспоненциальным
- симметрично спадающим относительно центра амплитудным распределением.

Если фазы токов излучателей изменяются вдоль линии их размещения по линейному закону, то такие решётки называют решётками с линейным фазовым распределением. Частным случаем таких решёток являются синфазные решётки, у которых фазы тока всех элементов одинаковы.